# Chaser
«Chaser» — третій ексклюзивний європейський сингл п'ятого студійного альбому американської кантрі-співачки Керрі Андервуд — «Storyteller». Пісня стала першим синглом Андервуд, який вийшов ексклюзивно для європейських радіостанцій. В Британії пісня вийшла 1 квітня 2016. Пісня написана Керрі Андервуд, Майком Елізондо та Гілларі Ліндсі; зпродюсована Джей Джойсом.

## Композиція та текст пісні
Пісня є поп жанру, її зміст описує розрив стосунків між закоханими. Жінка у пісні розуміє, що чоловік, в якого вона закохана — "переслідувач", людина, яка ніколи не задоволена однією жінкою і завжди знаходиться в переслідуванні іншої. Текст з пісні містить слова: "Ти дивишся на мене і думаєш про неї, і це ріже мене як бритва". Назва пісні є грою слів із тексту: "тож продовжуй і переслідуй її".

## Рецензії
Журнал Billboard підкреслив вокальне виконання Андервуд та описав його як "ковзання у витривалі вокальні візерунки під час гарно підібраного співу." Журнал Spin похвалив пісню та сказав, що Андервуд "продовжує працювати над тематиками надмірного зловживання речовинами." Журнал Rolling Stone  похвалив пісню, написавши, що вона "спирається менше на бренькання кантрі та більше на удари поп-музики, разом із продюсуванням Джей Джойса, котрий виклав ударні петлі та синтезатор в приспіви, гідні вокалу Крістіни Агілери."

## Живі виконання
Перші живі виконання пісні Андервуд виконала на європейській частині турне Storyteller Tour. Також вона виконала пісню на фестивалях C2C: Country to Country в Англії, Швеції, Шотландії та Норвегії.

## Список композицій
Цифрове завантаження
1. "Chaser" – 4:23 (альбомна версія)

CD-сингл
1. "Chaser" – 3:48 (версія сингла)

## Історія релізів
| Країна   | Дата          | Формат(и)                      | Лейбл            |
| -------- | ------------- | ------------------------------ | ---------------- |
| Британія | 1 квітня 2016 | Цифрове завантаження, CD-сингл | Arista Nashville |